# Продаја директном доставом
Продаја директном доставом (такође: трговина на даљину, директна трговина, енгл. dropshipping) се у логистици и интернет трговини односи на одређени пословни облик трговине.
Карактеристична карактеристика овде је да продавац купује робу од произвођача и препродаје је купцима без физичког контакта са робом. Роба се испоручује директно од његовог произвођача (произвођача или велетрговца) купцу. Поред уштеде трошкова складиштења и транспорта, разлог директне пошиљке је обично жеља купца да има само једну контакт особу за одређене линије производа. Алтернативе испоруци треће стране су класична достава из складишта, унакрсно пристајање и проточни начин доставе.
Продаја директном доставом, тј. директна достава од добављача (треће стране) купцу од стране продавца, разликује се од класичног  пословања (достава из сопственог складишта) само по томе што произвођач сам врши испоруку за крајњег купца.

## Примери
Испорука резервних делова
Купцу је потребан резервни део за возило и контактира произвођача возила. Произвођач возила доставља и издаје рачун. У ствари, међутим, испоруку врши произвођач делова или његов велетрговац.
Интернет продавац
Купац наручује робу у интернет продавници . Оператер Интернет продавнице нема складиште, већ велетрговце као партнере. Велепродавац добија налог од оператера Интернет продавнице да робу (у што је могуће већој мери неутрално упакованој) пошаље директно својим купцима.
У оба случаја крајњи купац плаћа продавцу који се обрачунава са стварним добављачем. Тиме се избегава везивање капитала у сопственом складишту.

## Предности
Поред ниске капиталне обавезе за залихе и недостатка ризика продаје, једна предност за трговца је коришћење услова плаћања. То је због чињенице да продавац новац прима директно од купца на више начина плаћања (кредитна картица, авансно плаћање, поузеће). Уговарањем дугорочних услова плаћања, трговац може да манипулише новчаним током. Друга предност су нижи трошкови за логистике, као што је смањење или потпуно укидање складишног простора, а самим тиме и трошкови особља кроз смањење потреба за радном снагом као што су магационери, паковање и отпремање робе.

## Недостатак
Продавац предаје битан део свог ланца снабдевања. То значи да не може директно да контролише доступност, квалитет паковања и поузданост испоруке.
Даље, продавац обично мора да се одрекне попуста од добављача, пошто добављач испоручује робу појединачно. У зависности од подручја производа, ови попусти могу чинити значајан део добити од трговања или омогућити ниже продајне цене.
Директно пословање такође захтева да се продавац бави појединачним поруџбинама или да има мале количине робе спремне за испоруку.
Роба различитих добављача не може се паковати и испоручивати заједно, што може резултирати високим трошковима испоруке ако купац наручи више различитих роба истовремено.
Даље, продавац се суочава са питањем рекламације робе. Трговци на велико обично не нуде повраћај робе. Стога се у случају рекламације купац директно обраћа продавцу, који по правилу такође мора да одговара за њу.

## Разграничење
Независни послови морају се разликовати од консигнационих или провизијских послова .